# Вільгельм Люцов
Вільгельм Люцов (нім. Wilhelm Lützow, 19 травня 1892 — 31 жовтня 1916) — німецький плавець.
Срібний медаліст Олімпійських Ігор 1912 року.